# Basilejské náměstí
Basilejské náměstí je veřejné prostranství na Žižkově v Praze 3. Je pojmenováno po švýcarském městě Basilej, ve kterém se v letech 1431–1448 konal církevní koncil, v rámci kterého byly uznány 4 pražské artikule.

## Popis náměstí
Náměstí vzniklo v roce 1932 a má přibližně kruhový půdorys. Ze tří stran jej obklopují funkcionalistické činžovní domy, přičemž jihovýchodní strana směrem k Nákladovému nádraží Žižkov se v roce 2023 dokončuje. Severojižním směrem náměstí protíná ulice Jana Želivského, spojnice mezi Žižkovem a Vinohrady a tramvajová trať. Kolmo na ni protíná náměstí ulice Malešická. 

## Budovy a významná místa v okolí
Nejznámější budovou v bezprostředním okolí náměstí je funkcionalistický komplex nákladového nádraží, který byl v roce 2010 vyhlášen kulturní památkou, přičemž se v současné době uvažuje o jeho dalším využití v důsledku útlumu nákladové dopravy. Na sever od náměstí se nachází křižovatka Ohrada a kino Aero. Jihozápadně od náměstí se nachází bytový komplex Central Park. Dále při křižovatce s Olšanskou ulicí stojí bývalá Ústřední telekomunikační budova a na jih od ní se nacházejí Olšanské hřbitovy.

## Budoucnost
V budoucnosti je plánován stavební rozvoj v severní části bývalého nákladového nádraží, který souvisí i s dostavbou jihovýchodní části náměstí. Kromě toho se dříve uvažovalo i o stanici metra, která by byla součástí trasy plánované linky D, avšak od trasování linky směrem na Žižkov bylo upuštěno ve prospěch směřování směrem na Náměstí Republiky. 

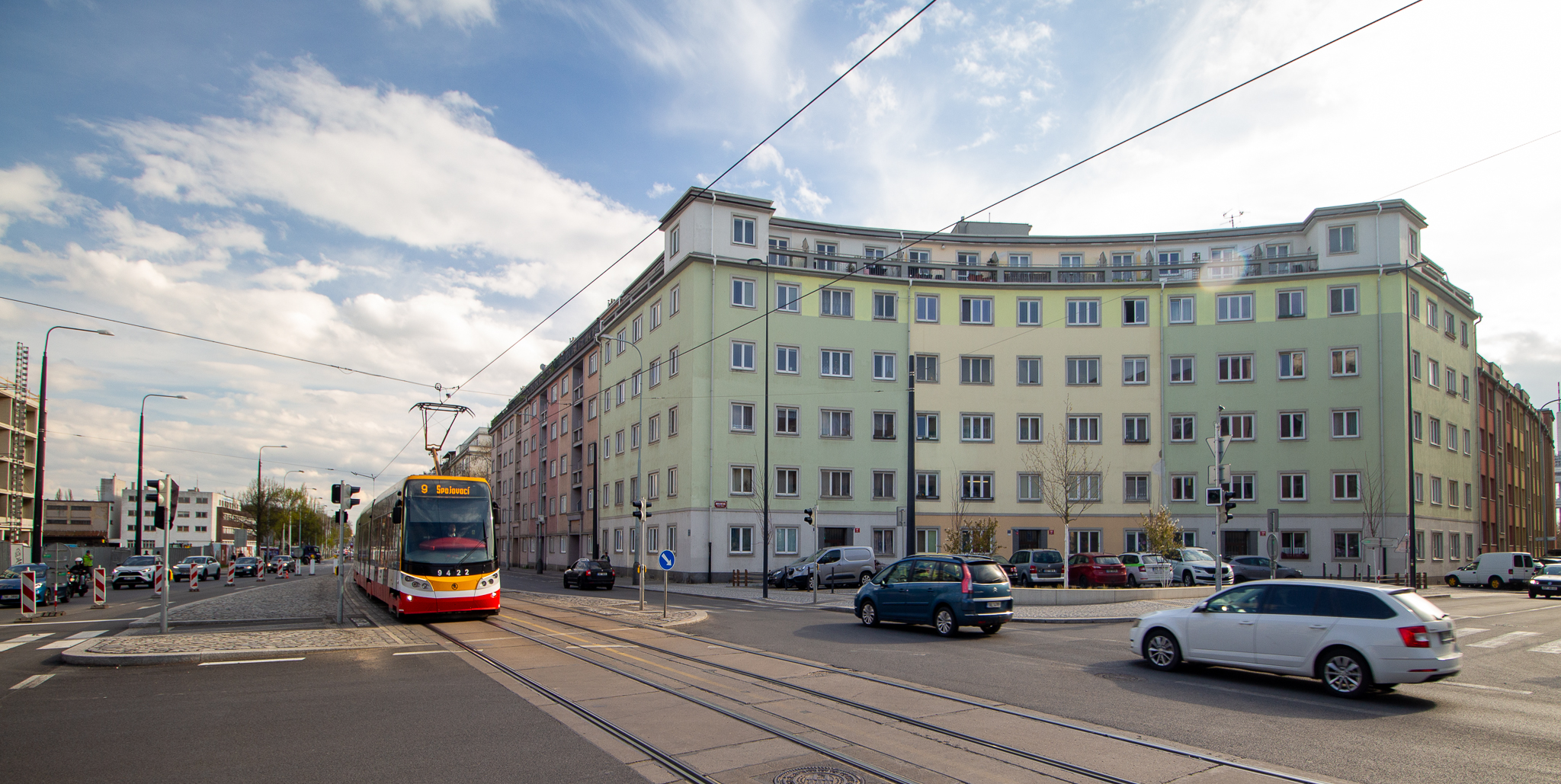
Náměstí od severu, pohled do ulice Jana Želivského
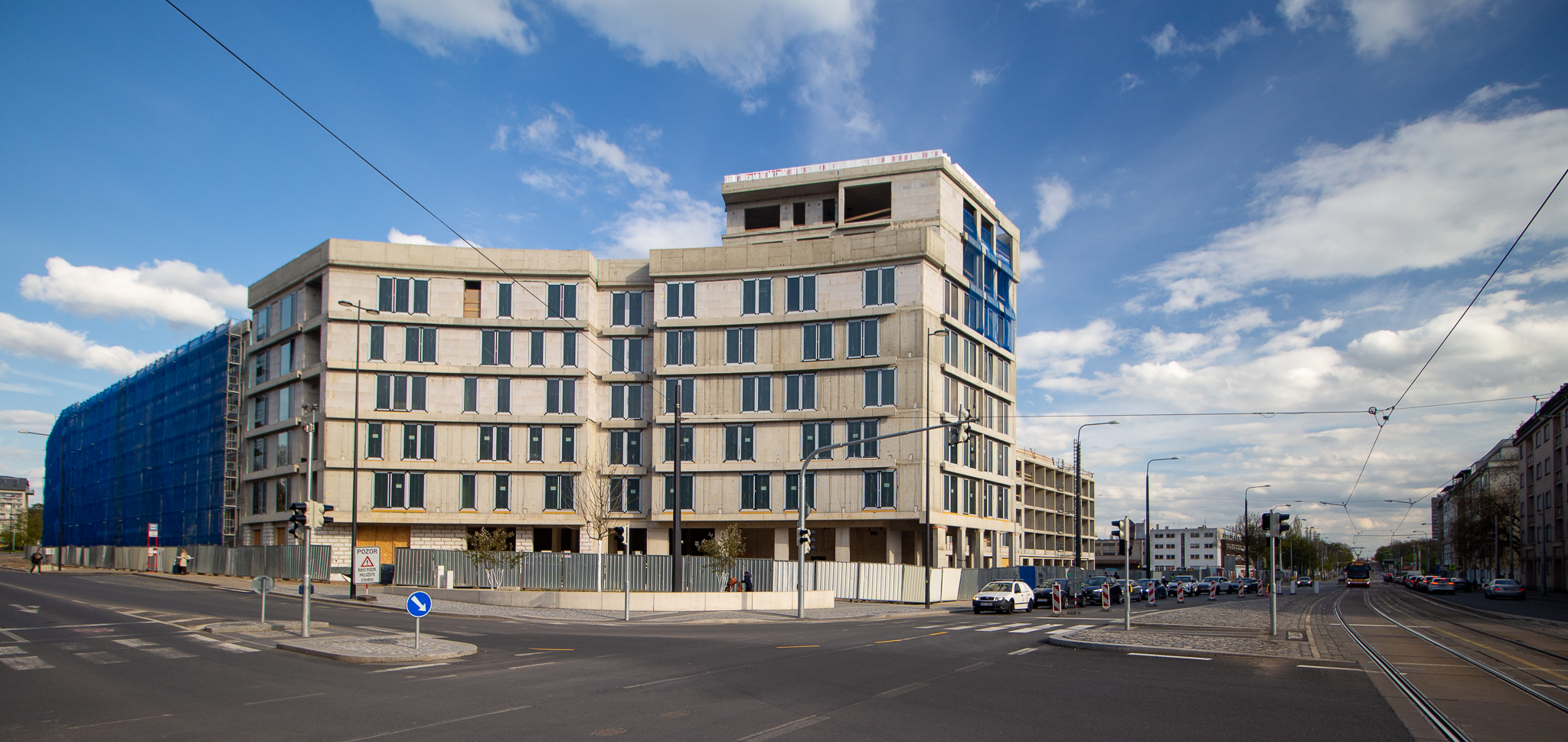
Jihovýchodní stranu náměstí tvoří budova vznikajícího projektu Parková čtvrť